# Siergiej Ryżykow (kosmonauta)
Siergiej Ryżykow (ros. Сергей Николаевич Рыжиков, ur. 19 sierpnia 1974 w Bugulmie w Tatarstanie) – pilot wojskowy, kosmonauta rosyjski, Bohater Federacji Rosyjskiej. Brał udział w dwóch długich misjach na Międzynarodową Stację Kosmiczną, dowodząc kapsułami Sojuz MS-02 oraz Sojuz MS-17.
Szkolenie kosmonauty ukończył w czerwcu 2009 roku.
Pierwszy lot rozpoczął 19 października 2016 roku.
Stowarzyszenie Uczestników Lotów Kosmicznych (Association of Space Explorers) przyznało mu Universal Astronaut Insignia za lot orbitalny (nr 548).

## Wykaz lotów
| Loty kosmiczne, w których uczestniczył Siergiej Ryżykow      | Loty kosmiczne, w których uczestniczył Siergiej Ryżykow | Loty kosmiczne, w których uczestniczył Siergiej Ryżykow | Loty kosmiczne, w których uczestniczył Siergiej Ryżykow | Loty kosmiczne, w których uczestniczył Siergiej Ryżykow | Loty kosmiczne, w których uczestniczył Siergiej Ryżykow                                  | Loty kosmiczne, w których uczestniczył Siergiej Ryżykow |
| №                                                            | Data startu                                             | Statek kosmiczny                                        | Data lądowania                                          | Statek kosmiczny                                        | Funkcja                                                                                  | Czas trwania                                            |
| ------------------------------------------------------------ | ------------------------------------------------------- | ------------------------------------------------------- | ------------------------------------------------------- | ------------------------------------------------------- | ---------------------------------------------------------------------------------------- | ------------------------------------------------------- |
| 1                                                            | 19 października 2016                                    | Sojuz MS-02                                             | 10 kwietnia 2017                                        | Sojuz MS-02                                             | dowódca Sojuza oraz inżynier pokładowy ISS                                               | 173 dni 3 godziny 15 minut 8 sekund                     |
| 2                                                            | 14 października 2020                                    | Sojuz MS-17                                             | 17 kwietnia 2021                                        | Sojuz MS-17                                             | dowódca Sojuza oraz inżynier, dowódca (Ekspedycja 64.) Międzynarodowej Stacji Kosmicznej | 184 dni 23 godziny 10 minut 3 sekundy                   |
| Łączny czas spędzony w kosmosie – 358 dni 2 godziny 25 minut |                                                         |                                                         |                                                         |                                                         |                                                                                          |                                                         |